# Бруссоне, Пьер Мари Огюст
Пьер Мари Огюст Бруссоне (фр. Pierre Marie Auguste Broussonet, 28 февраля 1761 — 17 января 1807) — французский биолог, ботаник, профессор ботаники, натуралист (естествоиспытатель).

## Биография
Пьер Мари Огюст Бруссоне родился в Монпелье 28 февраля 1761 года.
Во время посещения Англии он стал в 1780 году почётным членом Лондонского королевского общества.
В 1782 году Бруссоне опубликовал в Лондоне первую часть своей работы Ichthyologiae Decas I.
После прибытия в Париж Пьер Мари Огюст Бруссоне был назначен вечным секретарём Общества сельского хозяйства, а в 1789 году он стал членом Национального собрания.
В 1805 году Бруссоне был назначен профессором ботаники в Монпелье.
Пьер Мари Огюст Бруссоне умер в Монпелье 17 января 1807 года.

## Научная деятельность
Пьер Мари Огюст Бруссоне специализировался на семенных растениях.

## Публикации
- Ichthyologia sistens piscium descriptiones et icones, Londini: P. Elmsly; Parisiis: P. F. Didot; Viennae: R. Graeffer, 1782[4].
- Instruction [ou Mémoire] sur la culture des turneps ou gros navets, sur la manière de les conserver et sur les moyens de les rendre propres à la nourriture des bestiaux, Paris: Impr. royale, 1785, in-8°, 23 p.
- «Essai de comparaison entre les mouvements des animaux et ceux des plantes, et description d’une espèce de sainfoin, dont les feuilles sont dans un mouvement continuel», Mémoires de l’Académie des sciences (Paris: Impr. royale), 1785, in-4°, p. 609—621.
- Année rurale, ou Calendrier à l'usage des cultivateurs, Paris, 1787—1788, 2 vol. in-12.
- Memoir on the regeneration of certain parts of the bodies of fishes, London: Printed for the proprietors and sold by C. Forster, 1789[5].
- Réflexions sur les avantages qui résulteroient de la réunion de la Société royale d’Agriculture, de l’École vétérinaire, et de trois chaires du Collège royal, au Jardin du roi, Paris: Impr. du Journal gratuit, 1790, in-8°, 42 p. (il y adopte le plan de Philippe-Etienne Lafosse pour l’École vétérinaire)
- Elenchus plantarum horti botanici Monspeliensis, Monspelii: Augusti Ricard, 1805[6].

## Почести
Род растений Broussonetia был назван в его честь.